# 特普訴赫德案
約翰·C·特普二世訴安芭·蘿拉·赫德案（案件編號：CL-2019-2911），是一項於2022年4月11日開始在美國維珍尼亞州費爾法克斯縣進行的誹謗審判。原告尊尼·特普就被告安芭·赫德的三項誹謗指控提出索賠，要求賠償其5000萬美元，而安芭·赫德反訴尊尼·特普1億美元。當事雙方均是電影演員，他们2015年結婚，2017年離婚。此前，赫德於2018年12月在《華盛頓郵報》撰寫的一篇社論專欄文章中，指控特普對其施以暴力，2019年2月，特普因此起訴赫德誹謗。特普指責赫德的專欄文章給他的職業生涯造成了巨大經濟損失，並聲稱這損害了他從職業中獲利的能力。在這篇專欄文章中，赫德描述了自己成為「代表家庭虐待的公眾人物」和「即時瞭解如何有組織地袒護被指控虐待的男性」。
2022年6月1日，陪審團裁定特普在所有三項指控中均勝訴，判給他1500萬美元的賠償金。陪審團亦在赫德的三項指控中之一項裁決赫德勝訴，並判給她200萬美元。法官根據法律限制，將對赫德的懲罰性賠償金减至35萬美元，賠償金總額減為1,035萬美元。一个月后，赫德律师团队提交一份长达43页的上诉动议，要求推翻审判结果，但于两天后被主审法官驳回。

## 背景

### 特普與赫德的關係
演員尊尼·特普和安芭·赫德於2012年開始交往，並於2015年2月在美國洛杉磯結婚。赫德於2016年5月23日提出離婚，並獲得了針對特普的臨時民事保護令。特普則回應，指控赫德「試圖通過虐待指控來提早解決財務問題」。赫德在離婚訴訟期間就一份涉嫌虐待證詞中作證，她聲稱特普在酒精或藥物的影響下，使他們的關係一直處於「口頭和身體虐待」之中。這場離婚引起了廣泛關注，媒體公佈了赫德疑似受傷的照片。
兩人於2016年8月達成和解協議，並在2017年1月完成離婚手續。赫德撤銷了保護令，她和特普發表了一份聯合聲明，稱他們的「關係充滿激情，時常反复無常，但總是被愛情所束縛。任何一方都沒有為經濟利益提出虛假指控。從來沒有任何身體或情感傷害的意圖。」
特普向赫德支付了700萬美元的和解金，她承諾將這筆款項捐贈給美國公民自由聯盟和洛杉磯兒童醫院。和解協議還包括一項保密協議，防止任何一方公開討論他們的關係。

### 特普訴新聞集團報業有限公司
2018年4月，英國小報《太陽報》發表了一篇題為《蠢事連連：J·K·羅琳怎麽能真正愉快地讓毆打老婆的尊尼·特普出演新的怪獸電影？》的文章。作為回應，特普於2018年6月起訴《太陽報》的出版商英國新聞集團，然後起訴執行編輯丹·伍頓誹謗。特普和赫德都在2020年7月於英格蘭及威爾斯高等法院的審判中作證，該審判的重點是評估14宗涉嫌虐待事件。 2020年11月，安德魯·尼科爾大法官裁定特普敗訴，因為針對特普的指控已被證明符合民事標準，並被認定為「基本屬實」。判決發現，有「壓倒性的證據」表明特普曾多次毆打赫德，並使恐懼感帶入她的生活之中。
宣判後，特普應其製作公司華納兄弟的要求，不再扮演《怪獸與牠們的產地》系列電影中的角色。2021年3月，英格蘭和威爾斯上訴法院駁回了特普提出上訴的請求，認為他接受了「充分且公正」的審判，並且「法官對每一宗事件的結論均基於其對每一宗事件具體證據極其詳細的審查......在此番審查中，法官幾乎沒有必要或餘地對赫德女士的可信度進行任何總體評估。」據《紐約時報》報導，在美國案件中，英國審判資料的使用受到限制，但具體細節尚未公開披露。

### 赫德在《華盛頓郵報》的專欄
2018年12月，《華盛頓郵報》發表了赫德撰寫的專欄文章，文章的標題是〈安芭·赫德：我反對性暴力——並面對我們文化的憤怒。這必須改變〉。在這篇文章中，赫德說：「兩年前，我成為了一名代表家庭虐待的公眾人物，我感受到了我們文化對那些直言不諱的女性之憤怒。......我有一個難得的視角，可以即時瞭解如何有組織地袒護被指控虐待的男性。」她進一步表示她因此失去了一個電影角色和一個全球時尚品牌的廣告活動。該專欄確定赫德成為美國公民自由聯盟中的婦女權利大使，她呼籲美國國會重新授權《暴力侵害婦女法》，並對美國教育部長貝絲·迪禾斯向〈教育法修正案第九條〉提出的修改表示關注，赫德認為這些修改可能「削弱對性侵倖存者的保護」。

## 審判
2019年2月，特普就赫德於2018年12月在《華盛頓郵報》上發表的專欄文章向赫德提出起訴。特普重申，赫德才是施暴者，她的指控是誣告。2020年8月，赫德反訴特普，聲稱他「通過Twitter協調了一場騷擾活動，並策劃了線上請願，試圖讓她被《水行俠》和歐萊雅解僱。」審判在維珍尼亞州費爾法克斯縣的一家法院進行，因為《華盛頓郵報》線上版的伺服器位於縣城。

### 預審
2020年10月，特普的律師亞當·沃爾德曼（Adam Waldman）向媒體洩露了一項保護令所涵蓋的機密信息，因此本案法官取消了他代表特普的資格。特普在11月對《太陽報》的訴訟中作出判決後，赫德的律師申請駁回誹謗訴訟；然而，彭尼·阿茲卡拉特法官裁定否決駁回，因為赫德是英國案件的證人，而不是被告；阿茲卡拉特也不允許英國司法影響美國司法。2021年8月，一名紐約法官裁定，美國公民自由聯盟必須披露與赫德對該組織慈善承諾有關之文件。
2022年4月11日在維珍尼亞州費爾法克斯縣法院開始進行陪審團遴選，代表審判正式開始。演員保羅·班特尼、占士·法蘭高、和埃倫·巴爾金被認為將出庭作證。據與特普法律團隊關係密切的消息人士稱，特斯拉和SpaceX的首席執行官以及赫德的前男友伊隆·馬斯克最初被列為潛在證人；然而，他決定不在審判中作證。

### 開庭陳詞

#### 特普的律師團隊
2022年4月12日，律師本傑明·G·周（Benjamin G. Chew）和卡蜜兒·瓦斯奎茲代表特普發表開庭陳詞。他們指控赫德編造關於特普的家庭虐待指控以進一步發展她的事業，周還表示，赫德提出指控是因為特普要求離婚。他們辯稱雖然赫德在2018年的專欄沒有提到特普，但很明顯指的是他。周辯稱，赫德在那篇文章中的文字（「兩年前，我成為代表家庭虐待的公眾人物」）是她引用自2016年5月的保護令申請，其中她聲稱特普對她作出身體虐待。周討論了赫德於2016年5月27日當眾露面時臉上有瘀傷的情況，指控她故意造成傷害，理由是特普自2016年5月21日以來都沒有見過她，2016年5月21日之後目擊者也沒有看到她受傷。特普的律師將赫德描述為「一生都在表演」，是一個騙子，「癡迷於」她自己的形象。

#### 赫德的律師團隊
赫德的律師伊萊恩·布雷德霍夫特（Elaine Bredehoft）和J·本傑明·羅滕伯恩（J. Benjamin Rottenborn）聲稱，特普在他們的關係中多次對赫德進行身體和性虐待，是因為他對酒精和毒品上癮所致。他們指責特普試圖在維珍尼亞州的訴訟中「羞辱安芭，折磨她，毀掉她的事業」，並將該案變成「肥皂劇」。羅滕伯恩進一步辯稱，美國憲法第一修正案保護赫德在專欄中表達她觀點的權利，該專欄主要是集中討論廣泛家庭暴力，並沒有具體提及特普的名字。羅滕伯恩還辯稱這並沒有改變特普的聲譽，因為虐待指控在專欄發佈前兩年就已為公眾所知，而特普卻因酗酒和吸毒毀了自己在荷里活的事業；這使得他在電影製片廠眼中視為「不可靠」。

### 結案陳詞

#### 赫德的律師團隊
赫德的律師團隊堅持兩個主要論點，即特普確實虐待了赫德，即使他沒有虐待她，這篇專欄文章也沒有誹謗，因為它沒有提到特普的名字，也沒有直接提及她對他的指控。他們告訴陪審員「想想特普先生和他的律師向安芭和家庭虐待受害者傳達的信息。」赫德的律師本傑明·羅滕伯恩說：「如果你未拍下來，它就代表未曾發生;如果你不求醫，你就代表未曾受傷」。他聲稱特普「不能也不會承擔責任。......全歸咎於別人的錯。」他告訴陪審員：「如果安芭被特普先生虐待過一次，那麼她就是勝訴。」羅滕伯恩指責特普「歸咎於受害者是最噁心的行為」。

#### 特普的律師團隊
特普的律師團隊堅持認為，赫德才是他們關係中的施虐者，赫德對特普的指控是不真確，並毀了他的生活。他們要求陪審員「把他的人生還給他」。
「這個法庭上有施虐者，但不是特普先生，」特普的律師團隊成員卡蜜兒·瓦斯奎茲說。她補充說：「法庭上有一名家庭虐待的受害者，但不是赫德女士。」瓦斯奎茲告訴陪審團，特普在赫德手中遭受了「持續的言語、身體和情感虐待」。2016年5月27日，赫德稱自己在「整整六年前」被特普虐待，這使特普受到了「最嚴重、最殘酷的傷害」。「澳大利亞那所房子裏有一頭怪物，但不是特普先生，而是赫德女士，」瓦斯奎茲說：「正是赫德女士襲擊並嚴重傷害了特普先生。」
「你要麼全部相信，要麼一點也不相信。要麼特普先生在澳大利亞用瓶子襲擊了赫德女士，要麼赫德女士站在那個看臺上，當著你們所有人的面，編造了那個可怕的虐待故事。」瓦斯奎茲告訴陪審團：「這不僅對特普先生，而且對家庭虐待的真正倖存者來說，都是極其殘酷的行為。」瓦斯奎茲告訴法庭，赫德「來到這個法庭，準備了她的人生代表作......並且她做到了。」
瓦斯奎茲繼續辯稱，赫德女士「過河拆橋」，「她的密友們沒有來到法庭為其作證」，據瓦斯奎茲稱是因為，「除了她的妹妹，其餘所有為她作證的人都是收了錢的，而特普的很多證人們都是真心實意為其在法庭作證的。」

#### 陪審團審議
5月27日，在赫德和特普的律師團隊結案陳詞後，於下午3:00左右開始陪審團審議。他們在下午5:00左右結束了當天的審議。其後在陣亡將士紀念日週末之後的5月31日恢復審議。陪審團在彭尼·阿斯卡拉特法官的指示下開始審議，以確定是否發生了帶有真實惡意的誹謗。滿足真實惡意的條件包括：赫德在寫她的專欄文章時一定知道她的指控是錯誤的，或者魯莽地無視這些指控是否虛假。
在5月31日的審議中，七人陪審團詢問阿茲卡拉特法官是否應該考慮整篇文章或僅考慮標題——赫德聲稱「發言反對性暴力」。陪審員被指示標題也是文章的一部分。
經過五天的審議，陪審團於6月1日結束審議，並在美國東部時間下午3:00宣讀判決。

### 判決
陪審團判決特普勝訴，三項指控全部成立，裁定赫德確實誹謗特普且有真實惡意，判給特普1500萬美元的賠償金，其中包括500萬美元的懲罰性賠償。然而根據維珍尼亞州法，懲罰性賠償金減至35萬美元。
對於赫德的反訴，陪審團認為特普的律師亞當·沃爾德曼對《每日郵報》的第一次和第三次陳述，即「關於赫德對德普的『虛假』性暴力指控」，以及「赫德對德普的『虐待騙局』」，並沒有誹謗性。
然而，陪審團確實發現沃爾德曼對《每日郵報》的第二次陳述，即「在特定事件中，赫德和她的朋友們『灑了一點酒並把這個地方弄得亂七八糟』以進行一場『騙局』」是錯誤的，誹謗並帶有真實惡意。結果判給她200萬美元的補償性賠償和零美元懲罰性賠償。

#### 特普和赫德的回應
在回應判決時，赫德說她「我今天感到的失望是無法言喻的」。 她繼續說：「我很傷心，堆積如山的證據仍然不足以抵抗我前夫不成比例的權力和影響力。」然而，她說她對“這一判決對其他女性意味著什麼感到更加失望。這是一個挫折。這讓時間倒退到了一個直言不諱的女性可能會被公開羞辱和屈辱的時代。這推翻了必須認真對待對婦女遭受暴力行為的想法。」赫德說，她覺得自己作為一個美國人的權利已經喪失：「我很難過我輸掉了這個案子。但我更難過的是，我似乎失去了一個我認為自己作為一個美國人擁有的權利——自由和公開地說話。」
另一方面，特普對這一裁決表示歡迎：「從一開始，展開這個案子的目的就是為了揭露真相，不管結果如何。我欠我的孩子們，和所有一直堅定支持我的人們真相。他們一直堅定地支持我。我知道我終於做到了，我感到很平靜。」他還希望「其他人，無論男女，發現自己處於我的境地，支持他們的人永遠不會放棄。」特普還感謝「法官、陪審員、法院工作人員和治安官，他們犧牲了自己的時間來達到這一點，感謝我勤奮、堅定不移的律師團隊，他們在幫助我分享真相方面做得非常出色。」

### 上訴與和解
赫德於2022年10月就對她不利的判決上訴，特普於2022年11月就對他不利的判決上訴。
赫德與特普於2022年12於庭外和解並撤訴。赫德表示，「哪怕上訴被受理，她也無法再承受一場重審，因為她對美國法律系統喪失了信心。」赫德堅稱，「此和解並非妥協讓步，她並未同意任何"約束條件或承諾閉嘴"。」特普的律師們則稱「由陪審員的一致同意的對於特普先生有利的判決仍然有效，赫德的保險將支付1035萬美元給特普，特普承諾將其捐贈給慈善機構。」

## 對審判的反應
該審判引起了特普和赫德的支持者以及公眾的廣泛關注。

### 社交媒體
該審判是現場直播的，一些記者將評論部分與Twitch或VMA流進行比較，而不是新聞頻道。串流媒體聊天中的用戶表達了對該案件的看法，或與其他人進行了同樣的抗議，並在Twitter、TikTok和Instagram上觀看關於涉案人員和該案件的類似評論和模因。該審判的剪輯被用於製作模因以成為彙編或反應影片，其中有多個類似的影片成為網絡爆紅短片。《衛報》記者阿米莉亞·泰特（Amelia Tait）將此案形容為「TikTok審判」，並表示在社交媒體上，此案已成為「喜劇來源」。其他記者也注意到了這一點。一些媒體指出，那些在社交媒體上發佈關於審判的貼文似乎大多支持戴普。據《獨立報》的記者桑尼·亨達爾（Sunny Hundal）稱，這些圖片和影片大多數都將戴普描繪成「微笑、快樂或逗別人笑」，而「赫德總是被描繪成憤怒或哭泣」。截至2022年4月29日，赫德律師反復反對戴普作證的一段影片，在TikTok上的流覽量達到3000萬，在YouTube上的流覽量達到1500萬。TikTok的其他流行趨勢包括用戶將赫德作證詞時，或對她的性虐待作證時截出她「激動的面部表情」影片。一些關於赫德的虛假聲明也通過社交媒體傳播，包括聲稱赫德在她的證詞中利用電影台詞當作自己的想法來「演戲」，或宣稱她在看台上吸食可卡因，或者說她是在抄襲戴普的服裝選擇。赫德的兩名專家證人，精神病學家道恩·休斯和大衛·斯皮格爾，在審判期間出庭後，他們的WebMD個人頁面中都遭受負面評論。
2016年，《新聞週刊》對使用演員姓名的推文進行了審查，發現大約38條推文符合標準，並支持其中一條推文。自2022年4月19日以來，一項類似的研究發現，至少有509條推文被發佈，並且符合2016年研究的標準，其中大多數人支持特普。《BuzzFeed新聞》報導稱，在2022年4月25日至29日期間，共有1667條帖子使用「#為尊尼·特普伸張正義」（#JusticeForJohnnyDepp）標籤上傳到Facebook，總互動次數超過700萬次，即點贊和分享。與此同時，赫德相對而言只有16個帖子獲得支持，互動次數為10415次。此外，截至4月29日，在TikTok上，帶有「#為安芭·赫德伸張正義」（#JusticeForAmberHeard）標籤的影片總瀏覽量超過2100萬，而帶有「#為尊尼·特普伸張正義」標籤的影片總瀏覽量超過50億。
Newswip於2022年4月4日至5月16日收集的資料表明，與所有其他重要新聞主題相比，關於該審判的新聞文章比起美國其他新聞主題都產生更多社交媒體互動，包括洩露最高法院墮胎意見草案事件、2022年俄羅斯入侵烏克蘭、通貨膨脹，或伊隆·馬斯克。來自SimilarWeb的資料顯示，與2021年4月相比，2022年4月的娛樂新聞網站，如《時人》、《美國週刊》、《紐約郵報》的流量增長了9%-22%。《法律與犯罪》播放了審判，與審判前相比，他們的應用程序的每日收視率增加了50倍；《法律與犯罪》網絡總裁雷切爾·斯托克曼（Rachel Stockman）表示，2021年6月，德普－赫德審判的覆蓋率明顯高於德里克·肖文的審判。綜上所述，《Axios》得出的結論是，德普－赫德審判「是TikTok時代網絡爆紅短片的第一個重大審判」。
2022年5月，媒體非營利組織「公民」（The Citizens）和《Vice新聞》的一項調查發現，保守派網站《每日電報》在Facebook花費35000美元和在Instagram花費47000美元投放廣告，用於宣傳有關審判的誤導性新聞，其中大部分廣告宣傳的文章和影片明顯偏向於特普。

### 卡蜜兒·瓦斯奎茲
在整個審判過程中，許多人都將注意力集中在尊尼·德普的律師團隊上，尤其是卡蜜兒·瓦斯奎茲。在審判的第16天，瓦斯奎茲對赫德進行了盤問，其中至少有一段盤問影片在網上瘋傳。截至5月22日，一段TikTok影片顯示，赫德回應了瓦斯奎茲向法庭發表的評論，但其實在尚未提出任何問題之下，彷彿已提出一個問題一樣，該影片獲得了超過120萬次觀看和109000次點贊。影片下許多來自用戶的評論對瓦斯奎茲其法律理解和表達方式表示讚揚。粉絲們在TikTok和Instagram上為其創建了粉絲專頁，其中一些專頁獲得了數萬粉絲。在TikTok上，「#卡蜜兒瓦斯奎茲」（#Camillevasquez）標籤的瀏覽量超過9.8億。
在她對赫德進行盤問後，瓦斯奎茲擁抱了特普。5月18日，飛濺新聞的一名記者試圖就她與特普約會的傳聞向瓦斯奎茲提問，該記者聲稱該謠言遍布整個互聯網，瓦斯奎茲對此一笑置之。後來消息發佈到TMZ。「與卡蜜兒·瓦斯奎茲有關」的消息人士表示，他們兩人「絕對沒有約會」。
卡蜜兒·瓦斯奎茲於1984年出生於舊金山，父母萊昂內爾·瓦斯奎茲（Leonel Vasquez）和瑪麗亞·瓦斯奎茲（Maria Vasquez）分別來自古巴和哥倫比亞。她的姐姐在洛杉磯擔任兒科醫生。她2006年畢業於南加州大學傳播與政治學專科。她於2010年從西南大學獲得法律學位，並於2018年加入布朗魯德尼克律師事務所，她目前是事務所的合夥人。
一些人批評瓦斯奎茲，而另一些人則支持她為遭受家庭虐待的男性受害者挺身而出。

### 各公司
各公司也參與了社交媒體對該審判的討論。在開庭陳詞之中，赫德的律師舉起了一個小巧的遮瑕化妝盒，說道：「這就是安芭在與尊尼·特普的整個關係中隨身攜帶的物品。這就是她所用的。她（在這段關係中）變得非常熟練地使用。」其看起來持有米拉尼化妝品公司的「隱藏+完美多功能修正套裝調色化妝盒」，儘管其措辭可能純粹展示化妝盒。此後，米拉尼化妝品公司在TikTok上發布了一段影片，稱赫德無法使用他們的特定產品來掩蓋她與特普關係期間任何所謂之瘀傷，因為此產品直到2017年12月（這對夫婦離婚11個月後）才出售。紅色泡沫和Etsy等互聯網市場的賣家也開始銷售與審判相關的商品，例如標有「為尊尼伸張正義」口號的T恤和馬克杯。

### 法庭觀眾
由於每天只能選擇100名觀眾，因此實施了彩色編碼腕帶系統，每天早上7:00發布新一輪腕帶。法院外的人群為特普的到來歡呼，而赫德則受到他們的質問和噓聲。在庭審的第四天，兩名特普的支持者被發現在網上對赫德發出死亡威脅後，被逐出法庭。
在審判的最後一周，一名女子站起來對特普大喊：「這個孩子是你的！」並聲稱是他的靈魂伴侶，後被帶離法庭。一名法庭觀眾此前因在庭審中無法控制自己的笑聲而自行離開。
據報導指，一名特普粉絲多次帶著兩隻羊駝到法庭外試圖支援特普，據報導其他特普粉絲也與羊駝互動。而對赫德的律師得到特普的回應，即使迪士尼向他提供3億美元和100萬隻羊駝，他也不會參與另一部《神鬼奇航系列》電影。

## 另見
《Hot Take：The Depp / Heard Trial》：預計2022年上映的電影，由福斯公司旗下子公司 MarVista Entertainment 製作，講述本案內容。

## 腳注
1. ↑  維多利亞·牛頓是《太陽報》的主編，丹·伍頓是執行主編。
2. ↑  1950年維珍尼亞州法典第19.2-262條規定：「即使是來自不少於13人的小組，也可在輕罪案件中組成陪審團。」

## 外部連結
- YouTube影片 （页面存档备份，存于） 法律與犯罪，包括審判影片廣播
- 呈庭證物 （页面存档备份，存于） 費爾法克斯縣法院網站
- 安芭·赫德為《華盛頓郵報》撰寫的專欄文章 （页面存档备份，存于）